# Kalaš
Kalaš je priimek v Sloveniji, ki ga je po podatkih Statističnega urada Republike Slovenije na dan 1. januarja 2010 uporabljalo 14 oseb.

## Znani nosilci priimka
- Bogomir Kalaš, komisar čete narodne zaščite v Ljubljani
- Bogoslav Kalaš (*1942), slikar in grafik, prof. ALUO
- Julius Kalaš, češki skladatelj
- Miroslav Kalaš, slovenski violinist